# Lubochnia (województwo łódzkie)
Lubochnia – wieś w Polsce położona w województwie łódzkim, w powiecie tomaszowskim, w gminie Lubochnia.
Lubochnia jest siedzibą gminy Lubochnia. Do 2023 r. częścią wsi była Lubochnia Dworska, w tej części znajduje się siedziba urzędu gminy.
W końcu XVI wieku Lubochnia (jako Lubocheń Wielki) był wsią królewską w tenucie inowłodzkiej w powiecie brzezińskim województwa łęczyckiego.
W latach 1954–1972 wieś należała i była siedzibą władz gromady Lubochnia. W latach 1975–1998 miejscowość administracyjnie należała do województwa piotrkowskiego.
W Lubochni mieszczą się instytucje o charakterze lokalnym m.in. Ludowy Klub Sportowy, Parafia Wniebowzięcia Najświętszej Maryi Panny w Lubochni, Ochotnicza Straż Pożarna Lubochnia i Lubocheńskie Stowarzyszenie Bezrobotnych i Trzeźwiejących AA „Odnowa”.

## Nazwa
Nazwa wsi wywodzi najprawdopodobniej od imienia pierwszego posiadacza Lubochni – Lubomiła, Lubosława lub Lubomira (rycerza lub wolnego kmiecia).
Dodany do nazwy Lubochni przymiotnik "Większa" oznacza, że istniała już wtedy Lubochnia Mniejsza – obecny Lubochenek. 

## Historia
Lubochnia swymi początkami sięga czasów Bolesława Krzywoustego, historycy zgodnie podają, że w 1111 roku król Bolesław Krzywousty ufundował tu kościół. Jednak archeolodzy każą nam przenieść metrykę wsi między VIII i XIII wiek, z tego bowiem okresu pochodzi odkryta tu ceramika.

## Położenie
Lubochnia leży we wschodniej części województwa łódzkiego na skraju Wysoczyzny Rawskiej. Przez miejscowość przepływa rzeka Lubochenka, lewobrzeżny dopływ Czarnej. Wieś położona jest 11 km od Tomaszowa Mazowieckiego, 55 km od Łodzi i 100 km od Warszawy.
4 km od miejscowości położone jest lotnisko wojskowe. Obok wsi przebiega Droga ekspresowa S8 Wrocław – Warszawa – Białystok.

## Jubileusz 900-lecia
W 2011 obchodzony był jubileusz 900-lecia istnienia wsi.

## Zabytki
Według rejestru zabytków Narodowego Instytutu Dziedzictwa na listę zabytków wpisane są obiekty:
- zakrystia i skarbczyk kościoła parafialnego, XV/XVI w., nr rej.: 772 z 27.12.1967

### Cmentarz wojenny
W centrum miejscowości znajdował się niewielki cmentarz wojenny z okresu I wojny światowej. Był on wpisany do Gminnej Ewidencji Zabytków Nr 3/1559. 17 listopada 2014 przystąpiono do ekshumacji zbiorowej mogiły i jej likwidacji.